# كردستان إيران
كردستان إيران (بالكردية: ڕۆژھەڵاتی کوردستان، Rojhilatê Kurdistanê‏) اسم غير رسمي لمناطق في شمال غرب إيران ذات غالبية كردية، تشمل محافظات وكردستان وكرمانشاه وعيلام وأجزاء من محافظتي همدان ولرستان.

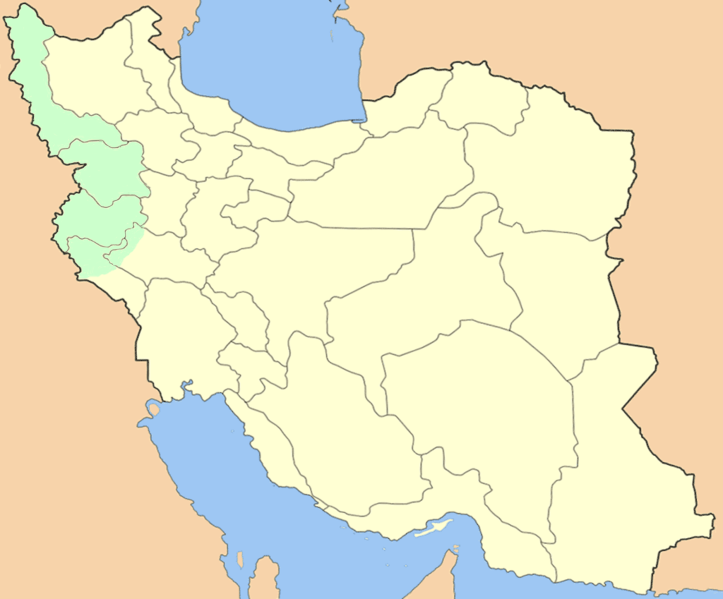
كردستان إيران أو كردستان الشرقية بالأخضر

يشكل الكرد حوالي 10٪ من إجمالي سكان إيران. يعتبر كرد شمال غرب إيران أحد أجزاء كردستان الكبرى.
بعيدا عن منطقة كردستان يعيش مجتمع معزول من الكرد في شمال شرق إيران، يشار إليهم باسم كرد خراسان ويتحدثون الكرمانجية. رُحلوا من كردستان وتحديدا من على الحدود الصفوية العثمانية إلى خراسان في عهد الشاه عباس الأول (1588-1629) من السلالة الصفوية ومع ذلك حافظوا على لغتهم وتقاليدهم وثقافتهم رغم مضايقات الحكومة الإيرانية التي تمنع التدريس باللغة الكردية.

## التاريخ

### السلالات الكردية في إيران
حكمت سلالتان كرديتان المنطقة من القرن العاشر إلى القرن الثاني عشر، وهما الحسنويون (959-1015) والعنازيون (990-1117) (في كرمانشاه ودينور وإيلام وخانقين).
سيطرت إمارة أردلان الكردية، التي تأسست في أوائل القرن الرابع عشر، على أراضي زرديوا (أرسباران) وخانقين وكركوك وكفري وهورامان، وعاصمتها الأولى شهرزور في كردستان العراق الحالية، ولاحقًا إلى مدينة سنه (سنندج) في إيران الحالية. استمرت سلالة أردلان في حكم المنطقة حتى أنهى الملك القاجاري ناصر الدين شاه حكمهم في عام 1867. اعتبر الأردلانيون أنفسهم من نسل الأيوبيون (1174-1193).

### العصر السلجوقي والخوارزمي
في القرن الثاني عشر الميلادي، أنشأ السلطان سنجر مقاطعة تسمى "كردستان" مركزها مدينة بهار، وتقع في الشمال الشرقي من همدان. وشملت هذه المحافظة همدان ودينور وكرمنشاه وسنندج وشهرزور. كان يحكمها سليمان ابن شقيق سنجر. هزم الكرد قوات الملك محمد خوارزم شاه الثاني في جبال زاغروس عام 1217.

### الفترة الصفوية
وفقًا لموسوعة الإسلام، تنحدر العائلة الصفوية من كردستان الشرقية وانتقلت لاحقًا إلى أذربيجان إيران. استقروا في القرن الحادي عشر في أردبيل. خلال الحكم الصفوي حاولت الحكومة بسط سيطرتها على المناطق الكردية في غرب إيران التي كانت تُحكم من قبل عدد من الإمارات الكردية شبه المستقلة مثل إمارة موكريان (مهاباد)، إمارة أردلان (سنه)، وقبائل شكاك حول بحيرة أرومية وشمال غرب إيران. قاوم الكرد هذه السياسة وحاولوا الحفاظ على شكل من أشكال الحكم الذاتي، ولكن أدى ذلك إلى سلسلة من الاشتباكات الدموية بين الكرد والصفويون. هُزم الكرد في الأخير ونتيجة لذلك قرر الصفويون معاقبة الكرد المتمردين عن طريق الترحيل القسري والإبعاد في القرن الخامس عشر والسادس عشر. بدأت هذه السياسة في عهد الملك الصفوي طهماسب الأول (1514-1576).
بدأ طهماسب الأول في التدمير المنهجي للريف والمدن الكردية القديمة بين عامي 1534 و1535. تم ترحيل أعداد كبيرة من الكرد من هذه المناطق إلى جبال ألبرز وخراسان، وكذلك مرتفعات الهضبة الإيرانية الوسطى. تم ترحيل آخر بقايا قبيلة الهدهباني الملكية القديمة (حدياب) في كردستان الوسطى من قلب كردستان وترحيلهم إلى خراسان، حيث يعيشون هناك حتى اليوم.

### معركة دمدم
هناك سرد تاريخي موثق لمعركة طويلة بين الكرد والإمبراطورية الصفوية بين عامي 1609 و1610. دارت المعركة حول قلعة دمدم في منطقة برادوست حول بحيرة أرومية في شمال غرب إيران. أعيد بناء الهيكل المدمر عام 1609 من قبل أمير خان برادوست الكردي حاكم برادوست، الذي سعى إلى الحفاظ على استقلال إمارته في مواجهة التغلغل العثماني والصفوي في كردستان. اعتبرت إعادة بناء قلعة دمدم خطوة نحو استقلال يهدد السلطة الصفوية في الشمال الغربي. احتشد العديد من الكرد بمن فيهم حكام موكريان في مهاباد حول أمير خان برادوست. بعد حصار طويل ودامي قاده الوزير الصفوي الكبير حاتم بك والذي استمر من نوفمبر 1609 إلى صيف 1610 إلى أن سقطت قلعة دمدم وذُبح جميع المدافعين. أمر عباس الأول الصفوي بارتكاب مذبحة عامة في برادوست وموكريان (روى عنها إسكندر بك تركمان، المؤرخ الصفوي، في كتاب نظرة العباسي للعالم) وأعاد توطين قبيلة أفشار التركية في المنطقة بينما قام بترحيل العديد من القبائل الكردية إلى خراسان. على الرغم من أن المؤرخين الفارسيين (مثل اسكندر بك) صوروا معركة دمدم الأولى كنتيجة للتمرد أو الخيانة الكردية، إلا أنها عُولجت في التقاليد الشفوية الكردية (Beytî dimdim) والأعمال الأدبية (دخاليلوف، ص. 67-72) كنضال الشعب الكردي ضد الهيمنة الأجنبية. تعتبر Beytî dimdim ملحمة وطنية في المرتبة الثانية بعد مم زين لأحمد خاني. أول حساب أدبي لمعركة دمدم كتبه فقي طيران.
كرد خراسان مجتمع يضم ما يقرب من 1.7 مليون شخص تم ترحيلهم من غرب كردستان إلى شمال خراسان من قبل بلاد فارس خلال القرنين السادس عشر إلى الثامن عشر.

### فترة أفشار
استغل الكرد الغزو الأفغاني للدولة الصفوية في أوائل القرن الثامن عشر، وحرروا مدينة همدان وتوغلوا في المنطقة القريبة من أصفهان. سعى نادر شاه لقمع تمرد كردي عام 1747، لكنه اغتيل قبل إكمال الرحلة الاستكشافية. بعد وفاة نادر استغلت القبائل الكردية فراغ السلطة واستولت على أجزاء من منطقة فارس.

### فترة القاجارية
انخرط الشيخ عبيد الله وهو زعيم كردي عام 1880 في سلسلة من الثورات ضد الحكومة الإيرانية ولكن قُمعت هذه الثورات من قبل الملوك القاجاريين. في أوائل القرن العشرين، تمرد إسماعيل آغا سمكو في أعقاب الحرب العالمية الأولى على الحكومة الإيرانية وفي الأخير قُمع من قبل حكومة رضا شاه بهلوي.

### إيران الحديثة

#### ثورة سمكو ضد رضا شاه
بعد الحرب العالمية الأولى فرض سمكو آغا شكاك زعيم قبيلة شكاك، سلطته على المنطقة الواقعة غرب بحيرة أرومية من عام 1918 إلى عام 1922. وسيطر جعفر سلطان من منطقة هورامان على المنطقة الواقعة بين مريوان وشمال حلبجة وظل مستقلاً حتى عام 1925. اتخذ رضا شاه بهلوي إجراءات ضد القادة الكرد في عام 1922. أُجبر سمكو على ترك منطقته في خريف عام 1922 وأمضى ثماني سنوات مختبئًا إلى أن أقنعته الحكومة الإيرانية بالتفاوض وتعرض لكمين وقتل قرب أشنوية عام 1930. اتبع رضا شاه سياسة فجة ضد الكرد حيث تم ترحيل المئات من الكرد وأجبروا على النفي، كما صادرت الحكومة أراضيهم.

#### الحرب العالمية الثانية
عندما دخلت قوات الحلفاء إيران في سبتمبر 1941 حُل الجيش الفارسي بسرعة واستولى الكرد على ذخيرتهم. انتهز الزعماء الكرد الفرصة وهربوا من منفاهم في طهران. سيطر حما رشيد، وهو زعيم كردي من بانه، على سردشت وبانه ومريوان في غرب إيران إلى أن هُزم من قبل الجيش الفارسي في خريف عام 1944.

#### جمهورية مهاباد الكردية

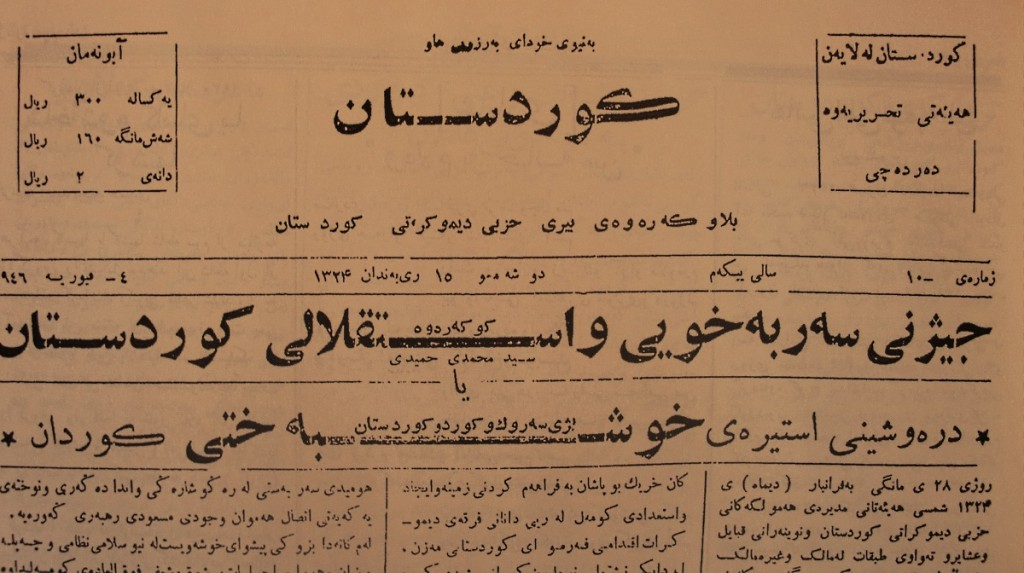
جريدة من صحيفة كردستان بتاريخ 4 فبراير 1946 عن استقلال جمهورية مهاباد الكردية

أعلن الزعيم الكردي قاضي محمد قيام دولة كردية في مدينة مهاباد عام 1946 من قبل الحركة الكردية الحزب الديمقراطي الكردستاني الإيراني وبدعم الاتحاد السوفيتي بعد دخول قوات الحلفاء لإيران. ولكن نظرًا لأن الكيان لم يمتد إلى أبعد من المدن الصغيرة في مهاباد وبوكان وبيرانشهر وأشنوية، لم يصمد أكثر من عام حيث سمح انتهاء الحرب العالمية الثانية وانسحاب القوات السوفيتية لحكومة طهران بشن هجوم وإعادة ضم كردستان إلى إيران.

#### الكرد والثورة الإسلامية
كانت المنظمات السياسية الكردية من المؤيدين للثورة ضد الشاه التي أتت بآية الله الخميني إلى السلطة في فبراير 1979. تفاقمت الأزمة بعد حرمان الكرد من مقاعد في اجتماع "مجلس الخبراء" المسؤول عن كتابة الدستور الجديد عام 1979. منع آية الله الخميني الدكتور عبد الرحمن قاسملو ممثل منطقة كردستان المنتخب من المشاركة في الاجتماع الأول للخبراء.
اجتاحت موجة القومية الكردية كردستان الشرقية بعد سقوط سلالة بهلوي وتشكيل حكومة الخميني. في أوائل عام 1979 اندلع الصراع المسلح بين الفصائل الكردية المسلحة وقوات الأمن التابعة للحكومة الثورية الإيرانية.  تضمنت القوات الكردية في المقام الأول من الحزب الديمقراطي الكردستاني الإيراني واليساري كومله.

#### حركة كردية بين الكرد الشيعة في جنوب كردستان إيران
قال ديفيد ماكدويل أنه منذ التسعينيات تسربت القومية الكردية إلى المنطقة الكردية الشيعية جزئيًا بسبب قمع الحكومة العنيف ضد الكرد في أقصى الشمال. كما وُجدت حركة جديدة للهوية الكردية في الأجزاء الجنوبية من كردستان إيران والتي ظهرت من العقد الأول من القرن الحادي والعشرين وتظهر نفسها في طريق تشكيل مجموعة مسلحة تسمى أنصار جنوب كردستان وبعض المنظمات الأخرى خاصة حول كرد اليرسانية في تلك الأجزاء من كردستان.

#### مظاهرات 1996
أدى مقتل رجل الدين السني البارز ملا محمد ربيعي في كرمانشاه يوم 2 ديسمبر 1996 إلى اشتباكات عنيفة بين الكرد السنة وقوات الأمن. كان الملا ربيعي إمام الصلاة في مسجد الشافعي في كرمانشاه. استمرت الاحتجاجات لمدة ثلاثة أيام وامتدت إلى البلدات المجاورة في المنطقة.

#### فترة خاتمي
شارك الكرد السنة في الانتخابات الرئاسية عام 1997 كما أشاد الرئيس محمد خاتمي بعظمة الثقافة والتاريخ الكردي أما من الجانب الكردي كانت المطالب تتعلق بشكل أساسي باللغة الكردية. في ولايته الأولى عين خاتمي عبد الله رمضان زاده ليكون أول حاكم كردي لمحافظة كردستان كما قام بتعيين العديد من الكرد السنة والشيعة كمستشارين له أو لأعضاء مجلس الوزراء. في ولايته الثانية كان لخاتمي عضوان من الكرد في الحكومة وكلاهما من الشيعة. بعد الجولة الأولى التي تم فيها انتخاب 18 كرديًا قال أحد المرشحين إنه يتوقع المزيد من التعليم الكردي في جامعة سنندج. ثم شُكل فصيل برلماني من 40 عضوًا يمثلون محافظات كردستان وكرمانشاه ذات الأغلبية الكردية.

#### مظاهرات 1999
خرج الكرد في فبراير 1999 إلى الشوارع في عدة مدن مثل مهاباد وسنندج وأرومية ونظموا احتجاجات جماهيرية ضد الحكومة ودعمًا لعبد الله أوجلان واعتُبر هذا بمثابة "عبور تأميم" للحركة الكردية. قُمعت هذه الاحتجاجات بعنف من قبل القوات الحكومية وبحسب جماعات حقوق الإنسان فقد قُتل ما لا يقل عن 20 شخصًا.

#### التمييز ضد المسلمين السنة
على الرغم من أن أكثر من مليون سني يعيشون في طهران وأغلبهم من الكرد، لا يوجد مسجد سني يخدم احتياجاتهم الدينية.

#### حادثة شفان قادري
في 9 يوليو 2005، أطلقت قوات الأمن الإيرانية النار على الناشط الكردي المعارض شفان قادري (المعروف أيضًا باسم شوان قادري أو سيد كمال اسفرم) ورجلين كرديين آخرين في مهاباد.
خلال الأسابيع الستة التالية اندلعت احتجاجات في المدن والقرى الكردية في جميع أنحاء كردستان الشرقية في مدن مثل مهاباد وبيرانشهر وسنه (سنندج) وسردشت وأشنوية وبانه وبوكان وسقز مع احتجاجات ملهمة في جنوب غرب إيران وبلوشستان مع مقتل وجرح العشرات واعتقال عدد لا يحصى دون توجيه تهم إليهم.
أعلن صالح نيكبخت في 13 مارس 2006، وهو محام إيراني معروف في مجال حقوق الإنسان ومحامي السيد قادري، أن قاتل قادري كان أحد أفراد الشرطة الذي أطلق النار على الضحية بشكل غير قانوني وأضاف أن القاتل ومن أمر بارتكاب الفعل رهن التحقيق.

#### السجناء السياسيون وعمليات الإعدام
عانى الكرد تاريخ طويل من التمييز في إيران. في تقرير صدر عام 2008 قالت منظمة العفو الدولية إن الكرد كانوا هدفًا خاصًا لجمهورية إيران الإسلامية وأن "الحقوق الاجتماعية والسياسية والثقافية للأكراد قُمعت وكذلك تطلعاتهم الاقتصادية". غالبًا ما يحول العديد من نشطاء حقوق الإنسان في إيران تركيزهم إلى انتهاكات السلطات الإيرانية لحقوق الإنسان ضد الأقلية الكردية ومع ذلك وفقًا لمنظمة العفو الدولية فإن هؤلاء النشطاء الذين "يربطون عملهم في مجال حقوق الإنسان - يلفتون الانتباه إلى فشل الحكومة في احترام المعايير الدولية لحقوق الإنسان - بهويتهم الكردية فهم يخاطرون بمزيد من الانتهاكات لحقوقهم".
في بداية القرن الحادي والعشرين اُعتقل عدد من النشطاء والكتاب والمعلمين الكرد بسبب عملهم وحكم عليهم بالإعدام.
في نوفمبر 2009، أعدمت إيران احسان فتاحيان على الرغم من الحملة الدولية التي دعت إلى إطلاق سراحه واتهمت السلطات فتاحيان بحمل أسلحة لصالح "منظمة غير مشروعة" وحكمت عليه بالسجن عدة سنوات. لم يعترف فتاحيان قط بحمل السلاح ولم يحاكم محاكمة عادلة حتى لم يُسمح له بمقابلة محاميه. حين طالب فتاحيان بالاستئناف حكم عليه بالإعدام بتهمة "عداء لله".
في يناير 2010، أعدمت إيران السجين السياسي الكردي الثاني فاصح ياسماني بتهمة "عداء لله". تعرض ياسماني للتعذيب وحاولت السلطات إجباره على الاعتراف لكنه رفض وحُرم من محاكمة عادلة.
أمرت السلطات الإيرانية بإعدام أربعة سجناء سياسيين أكراد آخرين من دون إخطار عائلات أو محامي المعتقلين السياسيين، وهم علي حيدريان وفرهاد وكيلي ومهدي إسلاميان وشيرين علم هولي وفرزاد كامانجار وهو مدرس تلقى الكثير من الاهتمام على المستوى الدولي بعد اعتقاله في 9 مايو 2010. تعرض السجناء السياسيون الأربعة للتعذيب الشديد على أيدي السلطات الإيرانية كما أُجبروا على الاعتراف بعضويتهم في منظمة غير مشروعة - وهي حزب الحياة الحرة الكردستاني. لم يُمنح أي من النشطاء محاكمات عادلة ولم يُسمح لهم بمقابلة محاميهم ووصفت منظمة العفو الدولية عمليات الإعدام بأنها "محاولة سافرة لترهيب أعضاء الأقلية الكردية".
رغم الدعوات الدولية المتكررة التي طالبت بالإفراج عن السجناء السياسيين الأربعة أو إعادة محاكمتهم فقد تم إعدامهم جميعًا دون أي إشعار مسبق أو تحذير وعقب عمليات الإعدام رفضت السلطات الإيرانية إعادة الجثث إلى عائلاتهم بعد تعرضهم للتعذيب.